# Dzieło D-1 Twierdzy Modlin
Dzieło D-1 – jedno z dzieł pośrednich pierścienia zewnętrznego Twierdzy Modlin, wzniesione w latach 1912–1915 w ramach rozbudowy twierdzy.
Teren dzieła jest wykorzystany na potrzeby działek rekreacyjnych i niedostępny.